# 418 (số)
418 (bốn trăm mười tám) là một số tự nhiên ngay sau 417 và ngay trước 419.